# Liste von Tagebauen in Nordrhein-Westfalen
Die Liste von Tagebauen in Nordrhein-Westfalen fokussiert sich auf aktive und ehemalige, oberirdische und unterirdische Steinbrüche zur Gewinnung von Basalt, Granit, Grauwacke, Kalkstein, Marmor, Sandstein, Schiefer, Schwarzschiefer und ähnlichem Gestein, sowie Kiesgruben, Sandgruben, Tongruben usw. Sie stellen auch nach dem Auflassen häufig wichtige Biotope und Geotope dar. Viele frühere Tagebaue wurden als Schutzgebiet für die Natur, insbesondere als Naturschutzgebiete, ausgewiesen.

## Liste
Diese Liste erhebt keinerlei Anspruch auf Vollständigkeit.

### Bochum
- Steinbruch der Zeche Klosterbusch
- Ziegelei der Zeche Friederika, heute Geologischer Garten
- Steinbruch An der Alten Fähre

### Essen
- Voßnacker Steinbrüche
- Steinbruch Deilbachtal

### Dortmund
- Steinbruch Gasenberg
- Schulmeister-Steinbruch

### Hagen
- Steinbruch Ambrock
- Steinbruch Donnerkuhle
- Steinbruch Rolloch I
- Steinbruch Steltenberg
- Ziegeleigrube Vorhalle

### Mülheim an der Ruhr
- Steinbruch Rauen

### Wuppertal
- Grube Schickenberg
- Steinbruch im Kothener Busch
- Grube Eskesberg
- Grube Hanielsfeld
- Grube Hahnenfurth
- Grube Osterholz
- Grube Voßbeck

### Kreis Borken
- Steinbruch Hollekamp, Ahaus

### Kreis Düren
- Schieferbergbau bei Hürtgenwald

### Ennepe-Ruhr-Kreis
- Steinbruch Zuckerberg, Ennepetal
- Steinbruch Isenberg, Hattingen
- Steinbruch Grandi, Herdecke – noch aktiv
- Steinbruch Weuste, Sprockhövel
- Steinbruch Külpmann, Wetter
- Steinbruch Imberg, Witten
- Steinbruch Rauen, Witten
- Steinbruch Dünkelberg, Witten

Siehe auch: Geologischer Aufschluss Im Schiffswinkel, Herdecke

### Kreis Gütersloh
- Steinbruch Dieckmann, Halle
- Steinbruch Gödeker, Halle

### Kreis Höxter
- Steinbruch Bremerberg, Höxter[2]

### Hochsauerlandkreis
- Steinbruch Calcit, Arnsberg
- Steinbruch Ebel, Arnsberg
- Steinbruch Lanwehr, Arnsberg
- Steinbruch Am Bähnchen, Bestwig
- Steinbruch Halbeswig, Bestwig
- Steinbruch Henke, Brilon
- Steinbruch Mühlenbein, Brilon
- Steinbruch am Bilstein, Brilon[3]
- Steinbruch Burhagen, Brilon[4]
- Ziegeleigrube Am Knippenberg[4]
- Steinbruch Am Kirchloh, Brilon[4][5]
- Steinbruch Rösenbeck, Brilon[4]
- Steinbruch Stemmel, Brilon[4]
- Steinbruch Düstertal, Brilon[4]
- Steinbruch Burgberg, Brilon[4]
- Steinbruch Padberg, Brilon[4]
- Steinbruch des Kalkwerks Messinghausen, Brilon
- Steinbruch Hessenkamp, Brilon[6]
- Steinbruch Schneidewind, Brilon
- Steinbruch Blome, Marsberg
- Steinbruch Bredelar, Marsberg
- Steinbruch Stoß, Marsberg
- Steinbrüche am Bromberg, Medebach[7]
- Steinbruch Berge, Meschede
- Steinbruch Bergerhammer, Meschede
- Steinbruch Drasenbeck, Meschede
- Steinbruch Hainberg, Meschede
- Schiefersteinbruch Wallen bei Meschede, Meschede
- Naturschutzgebiet Auf dem Saal, Sundern
- Steinbruch Hellefeld, Sundern
- Naturschutzgebiet Schatthangwald Röhre, Sundern
- Steinbruch Perlmühle, Sundern
- Steinbruch Sorpetal, Sundern
- Naturschutzgebiet Bilstein (Sundern), Sundern
- Steinbruch Westenfeld, Sundern
- Steinbruch Clemensberg, Winterberg
- Steinbruch Auf dem Sonneborn, Winterberg
- Steinbruch Silbach, Winterberg
- Meisterstein, Winterberg
- Steinbruch am Helleköpfchen, Winterberg
- Steinbruch am Iberg, Winterberg
- Aufschluss bei der Ehrenscheider Mühle, Winterberg
- Aufschluss am Wetzstein, Winterberg
- Steinbrüche am Steinschab, Winterberg

### Kreis Lippe
- Steinbruch Henstorf im Landschaftsschutzgebiet Biotopkomplex südlich des Romberges, Kalletal
- Steinbruch Barntrup, Barntrup
- Steinbruch Loßbruch, Detmold
- Steinbruch Freise, Detmold
- Steinbruch Maibolte, Dörentrup[8]
- Steinbruch Alverdissen, Barntrup[9]
- Steinbruch Lügde, Lügde[10][11][12]
- Steinbruch am Barkhauser Berg, Oerlinghausen
- Steinbrüche Talle, Kalletal[13]
- Mordkuhle, Detmold-Hiddesen

### Märkischer Kreis
- Steinbruch Asbeck, Balve
- Hartkalksteinwerk Stricker-Weiken, Hemer
- Steinbruch Becke-Oese, Hemer[14]
- Steinbruch Helmke, Iserlohn
- Steinbruch Weber, Iserlohn
- Steinbruch Lasbeck, Iserlohn
- Steinbruch Immelscheid, Kierspe
- Steinbruch Arenritt, Lüdenscheid
- Steinbruch Lösenbach, Lüdenscheid
- Ziegeleigrube Loos, Plettenberg[15]
- Steinbruch Hülloch, Kierspe
- Steinbruch Listertal, Meinerzhagen

### Kreis Mettmann
- Grube 7, Haan
- Grube 10, Haan
- Alaunloch, Langenberg
- Blauer See und Graues Loch, ehemals Ratinger Kalkwerke, Ratingen
- Kalksteinbruch Rohdenhaus, Velbert
- Kalksteinbruch Silberberg, Velbert
- Bochumer Bruch, Wülfrath
- Steinbruch Schlupkothen, Wülfrath
- Grube Prangenhaus, Wülfrath

### Kreis Minden-Lübbecke
- Steinbruch Lübberberg, Hille
- Steinbruch Schwarze, Lübbecke
- Steinbrüche Lutternsche Egge, Minden
- Blauer See, ehemalige Grube des Zementwerks Porta-Union Westfalica, Porta Westfalica
- Steinbruch Linkenberg, Preußisch Oldendorf

### Oberbergischer Kreis
- Tagebau Stentenberg, Gummersbach
- Steinbruch Talbecke, Gummersbach
- Steinbruch Talbecke Ost, Gummersbach
- Steinbruch Talbecke-Nordhelle, Gummersbach
- Steinbruch Schiffarth, Lindlar

### Rheinisch-Bergischer Kreis
- Steinbruch Grubenfeld, Bergisch Gladbach
- Steinbruch Am Kohlenbusch, Bergisch Gladbach

### Kreis Olpe
- Steinbruch Eichen, Attendorn
- Steinbruch Biggen, Attendorn
- Steinbruch Steinklapper, Drolshagen
- Grauwackesteinbruch Stupperhof, Drolshagen
- Steinbruch Hespecke, Drolshagen
- Steinbruch Grevenbrück, Lennestadt

### Rhein-Sieg-Kreis
- Basaltkrater Blauer Stein, Windeck
- Steinbruch Imhausen, Windeck

### Kreis Soest
- Steinbruch Cramer, Rüthen[16]
- Steinbruch am Kalkofen, Warstein
- Provinzialsteinbruch Drewer, Warstein
- Steinbruch Kattensiepen, Rüthen
- Steinbruch Lohner Klei, Bad Sassendorf

### Kreis Steinfurt
- Steinbruch Schwienheer, Ibbenbüren
- Steinbruch Wicking 2, Lengerich
- Steinbruch Am Knullbusch, Lotte
- Steinbruch Weiner Esch, Ochtrup

### Kreis Warendorf
- Steinbruch Anneliese, Ennigerloh